# Hipódromo Costa del Sol
El Hipódromo Costa del Sol está situado en Mijas Costa, en la provincia de Málaga, España. Fue inaugurado en 1999.
Junto al Gran Hipódromo de Andalucía de Dos Hermanas, era el mayor hipódromo de Andalucía. Cuenta con dos pistas de arena de 1.700 y 1.600 m de longitud y 25 metros de ancho cada una, 320 boxes para caballos de carreras y dos pistas de salto. Además, en el centro del anillo hípico se encuentran una pista de atletismo y un campo de fútbol. Las gradas tienen capacidad para 1.500 personas.
El Hipódromo organizaba carreras de caballos durante todo el año, teniendo lugar por la noche en verano. El día más destacado del año era cuando se celebra el Gran Premio Día de Andalucía - Mijas Cup, que tenía lugar durante el invierno, cuando los hipódromos del norte de Europa no tienen actividad. La Mijas Cup era la carrera de caballos mejor dotada del calendario hípico español. En la prueba participaban caballos y jinetes de Europa y América del Sur.

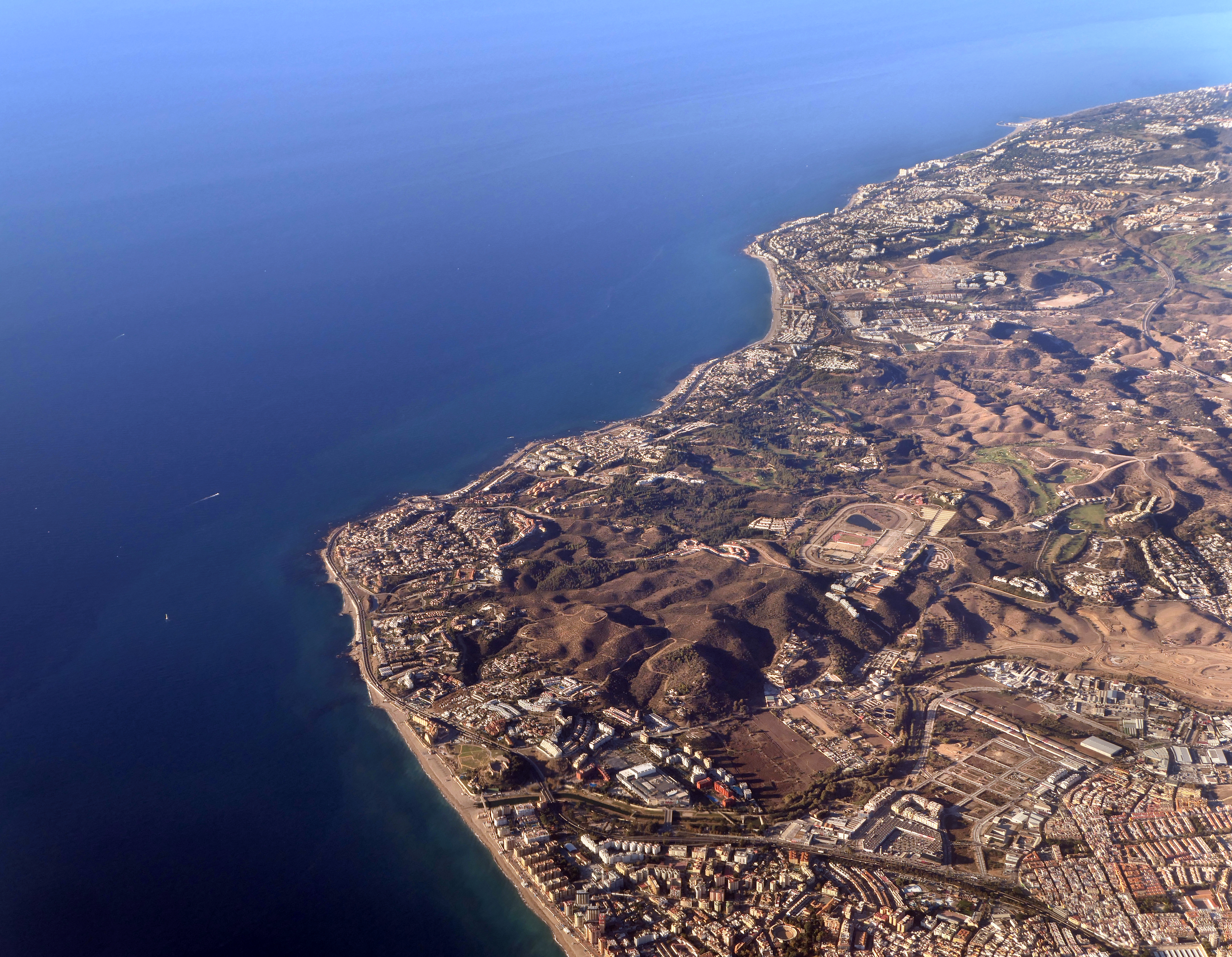
Vista aérea del paisaje que rodea el hipódromo.

Este hipódromo realizó su última reunión de carreras el 17 de agosto de 2012. Durante años, la empresa que gestionaba el hipódromo fue acumulando deudas. En 2020, el ayuntamiento de Mijas adquirió el 100% de las acciones de la empresa Recursos Turísticos de Mijas, S.A. En 2023, el ayuntamiento finalizó el concurso de acreedores en el que estaba envuelto la empresa, y consiguió la titularidad de los terrenos del hipódromo. El ayuntamiento tiene previsto construir en esos terrenos un gran espacio deportivo a disposición de los vecinos y vecinas de Mijas, por lo que la reapertura del hipódromo no parece que vaya a producirse.